# هنري باتريك برمنغهام
هنري باتريك برمنغهام (بالإنجليزية: Henry Patrick Birmingham)‏ (من مواليد 15 مارس 1854 - تُوفي في 4 مايو 1932) وهو جراح وعميد أمريكي نشط خلال الحرب العالمية الأولى.

## حياته
ولد برمنغهام في بروكلين، نيويورك. حصل على شهادة الطب من جامعة ميشيغان في 1876، وفي 18 فبراير 1881 دخل الجيش كجراح مساعد في الفيلق الطبي.

## عمله
كانت التحركات الأولى لبرمنغهام في إجراءات ضد قبيلة أباتشي في الجنوب الغربي. تمت ترقيته إلى جراح مساعد في 18 فبراير 1886.
خلال الحرب الأمريكية الإسبانية، خدم في بورتوريكو ثم في الفلبين. في 4 يونيو 1898، تمت ترقيته إلى جراح من اللواء، و في 23 أبريل 1908 تم ترقيته إلى مقدم، فيلق طبي.
في عام 1914، كان جراح ورئيس فيرا كروز إكسبيديشن"Vera Cruz Expedition" تحت إشراف الجنرال فيديريك فونستون. في 2 أكتوبر 1917، تم ترقية برمنغهام إلى العميد العام وفي العام نفسه حصل على درجة الماجستير الفخرية من جامعة ميشيغان. وخلال الحرب العالمية الأولى، كان برمنغهام مسؤولا عن خدمة الإسعاف التابعة للجيش ودائرة الدفاع التابعة للإدارة الطبية. في عام 1918، تقاعد كعقيد في عام 1930.

## وفاته
توفي برمنغهام في سن 78 في 4 مايو 1932. دفن في مقبرة أرلينغتون الوطنية.